# 巴肯霍尔姆
巴肯霍尔姆（德語：Barkenholm）是德国石勒苏益格－荷尔斯泰因州的一个市镇。总面积5.11平方公里，总人口176人，其中男性92人，女性84人（2011年12月31日），人口密度34人/平方公里。